# Resolutie 1075 Veiligheidsraad Verenigde Naties
Resolutie 1075 van de Veiligheidsraad van de Verenigde Naties werd unaniem door de VN-Veiligheidsraad aangenomen op 11 oktober 1996 en verlengde de UNAVEM III-missie in Angola met twee maanden.

## Achtergrond
Nadat Angola in 1975 onafhankelijk was geworden van Portugal keerden de verschillende onafhankelijkheidsbewegingen zich tegen elkaar om de macht. Onder meer Zuid-Afrika en Cuba bemoeiden zich in de burgeroorlog, tot ze zich in 1988 terugtrokken. De VN-missie UNAVEM I zag toe op het vertrek van de Cubanen. Een staakt-het-vuren volgde in 1990, en hiervoor werd de UNAVEM II-missie gestuurd. In 1991 werden akkoorden gesloten om democratische verkiezingen te houden die eveneens door UNAVEM II zouden worden waargenomen.

## Inhoud

### Waarnemingen
Op 2 oktober 1996 had een top van de Zuid-Afrikaanse Ontwikkelingsgemeenschap over politiek, defensie en veiligheid. Een delegatie ervan had ook deelgenomen aan de Veiligheidsraads beraad over Angola. Er werd veel belang gehecht aan het vredesakkoord voor Angola, respect voor de mensenrechten en de aanwezigheid van de VN om de uitvoering van het akkoord vooruit te krijgen.

### Handelingen
De Veiligheidsraad was diep bezorgd gezien het vredesproces de drie voorbije maanden amper vooruit was gegaan. Door de vertraging bij de demobilisatie van UNITA-troepen zat het proces achter op schema, waardoor vooruitgang nog moeilijker zou worden tijdens het regenseizoen. De voortdurende vertragingen vanwege voornamelijk UNITA waren niet langer aanvaardbaar. Wel positief waren de aankomst van UNITA-generaals voor dienstname in het eenheidsleger, de inkwartiering van 63.000 troepen, de overgave van zware wapens, de selectie van 10.000 UNITA-troepen voor het eenheidsleger, het begin van de demobilisatie van minderjarigen en het voorstel van UNITA voor de speciale status van haar leider.
Het mandaat van UNAVEM III werd verlengd tot 11 december. Men was teleurgesteld in UNITA dat haar verplichtingen niet nakwam en riep haar op onmiddellijk volgende taken te volbrengen:
a. 26.300 Soldaten selecteren voor het eenheidsleger,
b. Desertie uit de inkwartieringszones stoppen en deserteurs terugbrengen,
c. UNITA-politie-agenten eveneens inkwartieren,
d. Alle commandoposten ontmantelen,
e. Formeel verklaren dat alle UNITA-soldaten werden ingekwartierd en dat UNITA geen wapens meer heeft,
f. Meewerken met de uitbreiding van het staatsbestuur in heel Angola,
g. Andere generaals en officieren beschikbaar stellen voor het eenheidsleger,
h. Alle verkozenen van de Nationale Assemblée terugsturen,
i. VN-vluchten en ontmijningsoperaties niet langer hinderen,
j. Samenwerken met de regering aan de omvorming van de radio tot onafhankelijke radio,
k. De opleiding van personeel voor de bescherming van UNITA-leiders afronden,
l. Vrije verkeer van personen en goederen.
Secretaris-Generaal Boutros Boutros-Ghali was van plan UNAVEM tegen december af te slanken gezien de missie in februari 1997 zou aflopen. Er werd hem nog gevraagd tegen 20 november en 1 december te rapporteren over de vooruitgang in het vredesproces.

## Verwante resoluties
- Resolutie 1055 Veiligheidsraad Verenigde Naties
- Resolutie 1064 Veiligheidsraad Verenigde Naties
- Resolutie 1087 Veiligheidsraad Verenigde Naties
- Resolutie 1098 Veiligheidsraad Verenigde Naties (1997)

Lijst ·  1036 ·  1037 ·  1038 ·  1039 ·  1040 ·  1041 ·  1042 ·  1043 ·  1044 ·  1045 ·  1046 ·  1047 ·  1048 ·  1049 ·  1050 ·  1051 ·  1052 ·  1053 ·  1054 ·  1055 ·  1056 ·  1057 ·  1058 ·  1059 ·  1060 ·  1061 ·  1062 ·  1063 ·  1064 ·  1065 ·  1066 ·  1067 ·  1068 ·  1069 ·  1070 ·  1071 ·  1072 ·  1073 ·  1074 ·  1075 ·  1076 ·  1077 ·  1078 ·  1079 ·  1080 ·  1081 ·  1082 ·  1083 ·  1084 ·  1085 ·  1086 ·  1087 ·  1088 ·  1089 ·  1090 ·  1091 ·  1092